# 香港環球唱片
香港環球唱片（英語：Universal Music Hong Kong）是香港一間主要的唱片公司，為環球音樂集團旗下的香港分公司，與香港華納唱片及香港索尼音樂娛樂是香港三大唱片公司之一。
前身是寶麗金唱片，連同過去旗下的新藝寶曾經造就不少香港樂壇的天皇天后，在香港樂壇有重要地位，包括1970-80年代的天王天后巨星許冠傑、徐小鳳、陳秋霞、譚詠麟、關正傑、鍾鎮濤、陳慧嫻、張國榮（1979-1982年為寶麗金，1987至1990年為新藝寶，1999至2003年加入環球唱片）、梅艷芳（2001至2003年加入正東唱片）、區瑞強等，1990年代的張學友、黎明、劉德華（寶藝星一員）、李克勤、王菲、關淑怡及周慧敏等；2000年代的陳奕迅、陳慧琳、吳雨霏、2010年代的謝安琪、張敬軒以至近期的李幸倪、江海迦、陳凱詠、新生代歌手P1X3L、Kerryta、曾比特、陳葦璇、毓麟等。近年為八，九十年代的舊唱片製作CD、SACD、24K CD和黑膠復刻版。

## 簡介
其子公司寶麗金唱片（前身為鑽石唱片）曾於1970至1972年間在香港建立。環球唱片早於1999年收購寶麗金唱片前已進入香港市場，先後以「MCA」（美希亞，於1994年成立）和「環球」名義發行唱片，歌手有邱龍、黃鶯鶯等，台灣則有吳大衛、金智娟等。坊間有關環球唱片併購寶麗金才進入華語市場的說法是錯誤的。
除了環球唱片之外，也設有正東唱片、新藝寶唱片、上華唱片及寶麗金唱片四個如今已沒有獨立性的品牌。福茂唱片亦曾為環球唱片旗下附屬公司之一，2002年，褔茂的創辦人張人鳳及張耕宇向環球唱片回購該批股份，但Decca品牌的代理權仍由褔茂持有，而福茂旗下藝人於香港也交由環球唱片負責。2003年，環球唱片總公司決定正式整合大中華區的業務，把正東唱片、新藝寶唱片及上華唱片運作合併，但仍然保持其獨立品牌。
新藝寶唱片是於1985年由寶麗金負責人關維麟拉攏陳少寶創立，正東唱片則於1995年時由寶麗金另一高層鄭東漢拉攏黃柏高創立；上華唱片則是台灣品牌，其後擴展至香港，後由環球唱片併購。環球唱片旗下男歌手於2007年前以倫敦飛利浦作品牌，女歌手於2007年前以寶麗多作品牌，品牌倫敦飛利浦及寶麗多均在2007年取消（但舊曲精選大碟除外）。2013年4月16日，環球唱片﹙香港﹚正式重開寶麗金唱片，成為第四個子品牌；同年年末，環球唱片因收購百代唱片關係，正式擁有百代唱片旗下的音像產品及版權。

## 旗下歌手

### 香港[2]
- 曾比特、毓麟、阿細、Supper Moment為環球唱片寶麗金中國及環球唱片粵港澳大灣區公司簽約歌手，香港環球唱片負責其部分歌曲製作發行。

#### 環球唱片（香港）
| 男歌手                  | 男歌手                     | 男歌手                 | 男歌手               |
| ----------------------- | -------------------------- | ---------------------- | -------------------- |
| 譚詠麟                  | 盧冠廷                     | 張學友 （IOI Limited） | 陳奕迅 （EAS Music） |
| Eric Kwok （EAS Music） | 周殷廷                     | 曾比特                 | 毓麟                 |
| 余宗遙                  | 林暐竣 （DIFINE）          |                        |                      |
| 女歌手                  |                            |                        |                      |
| 陳慧琳 （星火製作）     | AGA                        | Kerryta                | 阿細                 |
| 組合／樂隊              |                            |                        |                      |
| JFYT                    | Supper Moment （奇蹟娛樂） | XiX                    |                      |

#### Brave Nusic
| 男歌手   | 男歌手 | 男歌手 | 男歌手 |
| -------- | ------ | ------ | ------ |
| JNYBeatz |        |        |        |

## 代理發行

### 音樂人自立之廠牌代理發行
| 歌手／組合                         | 歌手／組合             | 歌手／組合          | 歌手／組合                |
| ---------------------------------- | ---------------------- | ------------------- | ------------------------- |
| Sherine尚羚 （Woody Tunes）        | 雷有輝 （Mad Company） | 李詠詩 （銀星唱片） | Clara Li （Trend Motion） |
| 鄧建明 （Wolf Pack Entertainment） |                        |                     |                           |

### Sunny Idea／意晴[4]
| 歌手     | 歌手   | 歌手                     | 歌手                   |
| -------- | ------ | ------------------------ | ---------------------- |
| JC陳詠桐 | 鄧巧兒 | 周卓盈 （MIC MIC MUSIC） | 徐嘉蔚 （Emiko Music） |

### Note13 Creatives
| 歌手   | 歌手   | 歌手 | 歌手 |
| ------ | ------ | ---- | ---- |
| 葉文輝 | 羅啟聰 |      |      |

## 曾合作／已約滿歌手
| 環球唱片 | 環球唱片 | 環球唱片                                                                                           | 環球唱片 |
| --- | --- | -------------------------------------------------------------------------------------------------- | --- |
| 車婉婉 （1999-2000） | 鄭中基 （1999-2001） | 李蕙敏 （1999-2001）                                                                               | 陳文媛 （2004-2006） |
| 陳曉東 （1999-2002） | 黃耀明 （2000-2002） | 梁朝偉 （2000-2002）                                                                               | 張燊悅 （2001-2002） |
| 陳浩民 （1998-2002） | 陳松伶 （2003） | 恭碩良 （1999-2004）                                                                               | 丁菲飛 （2000-2004) |
| 麥浚龍 （2002-2004） | 黃凱芹 （2002-2004） | 葉德嫻 （1999-2005）                                                                               | 黃伊汶 （2001-2005） |
| 張栢芝 （1999-2006） | 黃貫中 （2001-2002、2006） | 余文樂 （2002-2006）                                                                               | 2R （2003-2006） |
| E-kids （2004-2006） | 鄭嘉穎 （2006） | 陳慧嫻 （2003-2004，2013-2022）                                                                    | 陳鍵鋒 （無出唱片） |
| 黃家強 （2004-2007） | 戴夢夢 （2004-2007） | 王菀之 （2005-2007）                                                                               | 陳曉琪 （2005-2007） |
| 林威辰 （2007-2008） | 鄺祖德 （2006-2009） | 張敬軒 （2002-2012）                                                                               | 林子祥 （2010-2012） |
| 傅又宣 （1999-2000） | 李克勤 （1985-1993，1999-2016） | 莫文蔚 （2009-2016）                                                                               | 林德信 （2012-2017） |
| 盧凱彤 （2018，同年去世） | LuvDat （2018-2019） | 麥家瑜 （2008-2019）                                                                               | 符致逸 （2016-2019） |
| Robynn & Kendy （2012-2020） | 關淑怡 （2018-2020） | 藍奕邦 （2017-2020）                                                                               | 鍾鎮濤 （2002-2003，2017-2020） |
| 鍾氏兄弟 （2011-2020） | 劉美君 （2017-2020） | 林憶蓮 （已過檔至台灣環球唱片）                                                                    | 顧芮寧 （2013-2020） |
| Dusty Bottle （2018-2020） | 達明一派 （2016-2019） | 邱龍                                                                                               | 梁詠琪 （2018-2021） |
| 吳雨霏 （2011-2021） | Gin Lee （2015-2022） | 陳凱詠 （2019-2023）                                                                               | ONE PROMISE （2019-2023） |
| 陳逸璇 （2002 - 2004，2018-2023） | 趙浚承 （2019-2023） | 陳葦璇 （2022-2024）                                                                               | 側田 （2021-2024） |
| 石山街 （2021-2025） | 許志安 （2022-2025） | P1X3L （2021-2025）                                                                                | |
| 正東唱片 | | | |
| 梅艷芳 | 許志安 （1997－2005） | 陳小春 （2006－2011）                                                                              | 吳奇隆 |
| 蘇有朋 | 陳志朋 | 方力申                                                                                             | 鄭融 |
| 李彩樺 | 鄧健泓 （2001－2003、2007－2011） | 雷頌德                                                                                             | 施易男 |
| 李樂詩 | 劉浩龍 | 曾仕賢                                                                                             | 吳國敬 |
| 馮德倫 | 陳紀匡 | 張克帆                                                                                             | 李沁怡 |
| 戴辛尉 | 邱穎欣 （無出唱片） | 林楚麒                                                                                             | 董敏莉 |
| 劉日曦 | 葉文輝 | 梁曉豐 （無出唱片）                                                                                | 陳詩慧 |
| 黃仲齊 | 容祖兒 （無出唱片） | 朱洛賢 （無出唱片）                                                                                | 傅薇 |
| 沈依智 | M.P.C | 關楚耀                                                                                             | 孫耀威 （2006－2015） |
| 倫永亮 | | | |
| 新藝寶唱片 | | | |
| 許冠傑 （1985年－1990年） 1990年轉到寶麗金，1992年光榮引退樂壇，2004年復出轉到國際娛樂                                                                             | 張國榮 （1986－1990） | 王 菲                                                                                              | 楊千嬅 （2001-2003） |
| 謝安琪 （2006－2012） | Beyond | 蘇永康                                                                                             | Swing （Eric Kwok、陳哲廬） |
| 陳慧嫻 （1998－2000） | 陳慧珊 | 陳潔儀 （1995－2004）                                                                              | 張智霖 |
| 林保怡 | 太極樂隊 | 軟硬天師                                                                                           | 方皓玟 |
| 鄒靜 | 李健達 | 浮世繪                                                                                             | 黃翊 |
| 鄭梓浩 | 劉彩玉 | 劉玉翠                                                                                             | Sky |
| 郭芯其 | 胡越山 | 沈魚                                                                                               | 林峯（無出唱片） |
| 邰正宵 | 李家明 | 甄楚倩                                                                                             | 柏安妮 |
| 歐陽靖 | 有耳非文 | 譚耀文（無出唱片）                                                                                 | 麥潔文 |
| Mr. | 鍾鎮濤 （1998） | 汪明荃 （1995）                                                                                    | 王翠玲 |
| 藍奕邦 （2014-2017） | 劉美君 | 靜婷 （1994－1995）                                                                                | |
| 上華唱片 | | | |
| 林文龍 | 洪楗華 | | |
| 鑽石唱片（1957年－1971年）/ 寶麗多（1971年－1979年）/ 寶麗金（1979年－1999年）                                                                                     | | | |
| 許冠傑 （1967年－1969年，1970年－1983年，1990年－1992年） 1969年轉到麗風唱片，1983年轉到康藝成音，1985年轉到新藝寶唱片，1992年光榮引退樂壇，2004年復出轉到國際娛樂 | 區瑞強 （1979－1982） 1983年轉到百代唱片 | 陳曉東 （1995－1999） 合約轉到環球唱片，2003年轉到上華唱片，2007年轉到EC Music                     | 陳浩民 （1998－1999） 合約轉到環球唱片，2004年轉到新亞洲娛樂集團 |
| 陳展鵬 （1997－1999）1999年解約 | 鄭嘉穎 （1993－1995） 1997年轉到金点唱片，2005年復出轉到TVB旗下正視音樂2012其後轉到英皇娛樂                                                                              | 何家勁 （1988－1994） 1994年轉到藝能動音                                                           | 鄭中基 （1995－1999） 合約轉到環球唱片，2001年轉到上華唱片，2003年轉到金牌娛樂 |
| 蔣志光 （1987－1988） 1988年轉到銀星唱片 | 張學友 （1984－1999） 合約轉到環球唱片，2001年轉到上華唱片 | 張國榮 （1977－1981） 1982年轉到華星唱片，2003年逝世                                               | 蔡國權 （1982－1992） 1992年退出歌壇 |
| 鍾鎮濤 （1980年－1988年） 1988年轉到EPIC唱片，2006年轉到BMA | 陳百祥 （1995－1996） 1996年退出歌壇 | 許冠英 （1977年－1980年,1993年）1982年轉到康藝成音，1993年退出歌壇，2011年逝世                     | 洪楗華 （1994年－1997年） 1997年轉到上華唱片 |
| 關正杰 （1979年－1983年） 1984年轉到康藝成音唱片，其後退出歌壇 | 黎明 （1990年－1998年） 1998年轉到新力唱片，2004年與商人林建岳合資創立A Music並成為旗下藝人                                                                              | 李克勤 （1986年－1993年） 1993年轉到星光唱片，1996年轉到藝能動音，1999年轉到環球唱片               | T&T （1997年－1999年）1999年解約 |
| 彭健新 （1981年－1987年） 1987年解約 | 譚詠麟 （1979年－1999年） 合約轉到環球唱片 | 泰迪羅賓 （1978年－1984年） 1984年退出歌壇                                                         | 黃凱芹 （1987年－1992年）1992年轉到飛圖唱片，2002年轉到環球唱片，其後退出歌壇,2011其後自資創立Everlasting Limit並成為旗下藝人                                                                                   |
| 鄭家麒 （1995年－1997年？） 1997年解約 | 吳銘聰 （1995年－1997年？） 1997年解約 | 葛劍青 （1975年） 1978年轉到有聲唱片                                                               | 陳秋霞 （1976年－1981年）1981年退出歌壇 |
| 陳麗斯（1977年－1979年） 1979年退出歌壇 | 景黛音（1977年－1978年） 1983年轉到永恆唱片 | 關菊英 （1979年－1983年） 1983年轉到華星唱片                                                       | 陳美玲 （1980年－1982年） 1985年轉到百代唱片 |
| 余安安 （1980年－1985年） 1985年退出歌壇 | 雷安娜 （1980年－1989年） 1989年轉到永高創意 | 蔣麗萍 （1981年－1987年） 1987年退出歌壇                                                           | 露雲娜 （1981年－1987年） 1987年退出歌壇 |
| 王雅文 （1982年－1984年）1984年轉到百代唱片 | 盧業瑂 （1983年－1985年） 1987年轉到銀星唱片 | 柳影虹 （1983年－1987年） 1987年退出歌壇                                                           | 夏妙然 （1985年） 1985年轉到新力唱片 |
| 魏綺清 （1985年） 1987年轉到百代唱片 | 鄺美雲 （1985年－1989年） 1989年轉到DMI唱片 1998年退出歌壇 | 徐小鳳 （1986年－1992年） 1992年合約期滿                                                           | 關淑怡 （1989年－1996年） 1996年約滿及退出歌壇，2005年復出轉到大國文化，兩年後再轉到星娛樂 |
| 周影 （1990年－1991年） 1991年解約 | Sisters （1997年－1999年） 1999年解約 | 沈殿霞 （1990年－1991年） 1991年退出歌壇，2008年逝世                                               | 黎明詩 （1991年） 1991年轉到百代唱片 |
| 劉小慧 （1991年－1994年） 1994年轉到BMG唱片 | 唐韋琪 （1991年－1994年） 1995年轉到A L Songs | 周慧敏 （1991年－1997年） 台灣由福茂唱片發行，1997年退出歌壇，2006年復出                           | 黎瑞恩 （1991年－1997年） 1995年經理人公司轉到雄圖娛樂，1997年轉到力圖唱片 |
| 湯寶如 （1992年－1998年） 1998年解約 2012其後轉到musicNEXT | 王馨平 （1993年－1999年） 1999年經理人公司轉到協和經紀，唱片公司轉到坎城唱片(友善的狗代理發行)                                                                           | 陳奕 （1994年） 1995年轉到A L Songs                                                                | 吳君如 （1995年） 1995年退出歌壇 |
| （1995年－1997年） 1997年解約 | 陳琪 （1995年－1997年） 1997年解約 | 陳秀雯 （1996年－1997年） 1997年解約，1998年轉到環星音樂                                           | 謝凱珊 （1997年－1999年） 1999年解約 |
| 李蕙敏 （1998年－1999年） 合約轉到環球唱片，2007年轉到星娛樂 | 高雪嵐 （1998年－1999年） 合約轉到環球唱片，2001年轉投嘉禾影視並沿用真名為傅珮嘉正式加入樂壇，2003年轉到BMA，2014年改名傅又宣復出轉投夢想沙龍娛樂文化                    | 達明一派 （1984年－1990年） 1990年解約，2004年轉到英皇娛樂，2012年轉到寰亞唱片                     | 草蜢 （1988年－1997年） 1997年轉到滾石唱片後成績一落千丈，各成員一度傳出有經濟困難，其中蘇志威得曾志偉幫忙轉到TVB工作，蔡一智則得到梅艷芳收留，在其創立的製作公司擔任創作總監，2005年轉到BMA 2012年轉到寰亞唱片 |
| CD Voice （1994年－1997年） 台灣由福茂唱片發行，1997年解散 | 鄧麗君 （1975年－1995年） 台灣歌手，直接簽約香港寶麗金，其唱片在台灣地區 先後由歌林唱片、金聲唱片和寶麗金唱片台灣區代理， 香港地區則一直由寶麗金唱片發行，直至1995年去世 | 陳慧嫻 （1986－2022） 1990年留學海外，但仍有保留合約及出唱片，1995年復出，1997年合約轉到新藝寶唱片 | |

## 軼事

### 離巢潮
自2019年起不少旗下知名歌手與環球唱片理念不合而選擇離巢或停止發展，包括藍奕邦、達明一派、吳雨霏、陳慧嫻、關淑怡、李幸倪、陳凱詠等，其中Robynn & Kendy、One Promise、Dusty Bottle中途解散。董事總經理黃劍濤亦於2023年1月選擇離巢。

### 與旗下藝人不和

#### 陳凱詠
2022年，陳凱詠自4月推出單曲《Long D》後長達半年沒有推出音樂作品。至11月經由香港環球唱片一方發出聲明指因雙方理念不一致拒絕續約，後遭到雪藏至2023年完約。

#### 曾比特
2022年，曾比特按照香港環球唱片要求，北上拍攝內地節目《聲生不息》和《披荊斬棘》。然而以上工作公司僅派一個助理監督，《披荊斬棘》拍攝至中段更抽起該名助理，所有事情都要他自己與節目組交涉，包括宣傳影片均由自己操刀。他曾經向公司表達不滿，最終公司並無理會。

### 與傳媒機構不和

#### 無綫電視
2009年及2010年，環球唱片因未能與無綫電視就版稅問題達成共識，除鄧健泓擔任司儀外，旗下歌手缺席《2009年度十大勁歌金曲頒獎典禮》，亦沒有獲得任何獎項。
直至2014年3月29日，環球旗下新藝寶唱片歌手吳雨霏的歌曲《逆轉》在版權風波發生五年後首次有環球旗下的粵語作品打入《勁歌金榜》第九位，成為首位回歸《勁歌金榜》的環球歌手，標誌事件正式告一段落。但在其後數年環球再次暫停派台至無綫電視。
不過隨著曾志偉於2021年2月重返無綫電視及加入管理層，並與HKRIA修補關係，使環球歌手再次亮相無綫電視。

#### 新城電台
2006年，古巨基在新城勁爆頒獎禮以6.5個獎擊敗陳奕迅，引起陳所屬的環球唱片不滿，並杯葛了新城八個月。其後朱明銳重掌新城娛樂台台長一職，積極修補新城與環球的關係。及後，新城於新城勁爆頒獎禮2007中特別優待環球，杯葛事件才告一段落。
2017年，環球唱片被指與新城交惡，旗下歌手缺席勁爆頒奬禮。
2021年1月1日：新城跟HKRIA因續約費未能派歌往該台，同年9月1日，新城電台與HKRIA就版稅問題達成共識，雙方再簽合約。

#### 商業電台
2022年，環球唱片指近兩年來商台不太喜歡環球唱片旗下歌手的作品，但重申沒有杯葛對方的意思。不過此舉令獲得新人獎的曾比特、石山街、P1X3L未能在商台舉辦的《叱咤樂壇BRAND NEW LIVE生力軍音樂會》演出。